# Tramvajski prijevoz u Sofiji
Tramvajski promet u Sofiji je uveden 1901. godine. Od 2006. godine tramvajski sustav dug je 308 km uskog i standardnog jednosmjernog kolosjeka. 

## Povijest
Dana 1. prosinca 1898. godine, gradska općina dala je koncesiju za izgradnju tramvajske linije francuskim i belgijskim tvrtkama. Gradnja je izvršena za nešto više od godinu dana, a prva tramvajska linija je otvorena 1. siječnja 1901. U početku je prometovalo 25 motornih kola i 10 prikolica koji su prometovali na šest linija ukupne dužine 23 kilometara i kolosijeku od 1.000 mm.
U razdoblju između 1901. i 1931. nabavljen je velik broj motornih vozila i vagona od različitih europskih proizvođača. Godine 1931. Bugarska je započela izgradnju vlastitih vagona pod nadzorom inženjera Teodosija Kardaleva. Oni su bili poznati kao Kardalevi vagoni.
Godine 1934. sagrađeno je prvo veliko spremište u okrugu Krasno Selo. Godine 1951. izgrađena je tvornica za izgradnju novijeg modela tramvajskih kola, koja je do 1959. proizvela 155 vagona DTO i Republika, prvih u potpunosti izgrađeni bugarskih tramvaja. Posljednji tramvaj, T8M-900 isporučen je 1991. godine i još uvijek je u upotrebi.
Od tada se tvornica koristi za popravak i obnovu starih tramvaja.
Prva tramvajska linija standardne širine otvorena je 1987., do tada su sve linije bile širine 1.009 mm. Od 1995. nije izgrađena ni jedna linija, Sofija usmjerava svoje napore na izgradnji metro sustav.
U 21. stoljeću, funkcionalne tramvajske stanice u Sofiji su Banishora, Krasna Polyana, Iskar (napomena: tramvajsko depo Iskar prima samo tramvaje širine kolosijeka 1435 mm, koji su samo oko 40 km ukupne dužine sofijske tramvajske mreže).